# Władysław Zieliński
Władysław Zieliński (Varsavia, 24 luglio 1935) è un ex canoista polacco.

## Palmarès

### Olimpiadi
- 1 medaglia:
  - 1 bronzo (Roma 1960 nel K-2 1000 metri)

### Mondiali
- 1 medaglia:
  - 1 oro (Praga 1958 nel K-2 500 metri)